# Lourenço Valente de Figueiredo
Lourenço Valente de Figueiredo foi um político brasileiro.
Foi presidente da província do Piauí, de 12 de outubro a 16 de novembro de 1889.